# Era do Acesso
Era do Acesso é um termo usado para definir uma nova característica capitalista e societária do contexto contemporâneo. É a definição de uma nova sociedade existente hoje baseada no conhecimento. Refere-se a uma época onde a informação e o conhecimento estará sobre o conhecimento de todos, servindo de contraponto com os séculos passados, onde o mesmo era mais elitizado.
Jeremy Rifkin, em seu livro homônimo, discorre sobre o tema. Nele, oferece uma síntese da nova economia e do novo modelo social e humano, que tem fortes probabilidades de vir a ser o modelo em vigor no século XXI Também é estudado por Peter Drucker, que criou o termo “trabalhador do conhecimento”. O economista de Princeton Fritz Machlup trabalhou o tema junto com Drucker, cunhando a expressão "empresas do conhecimento". Ambas as expressões refletem o pensamento desta nova era.

## Entrando na Era do Acesso

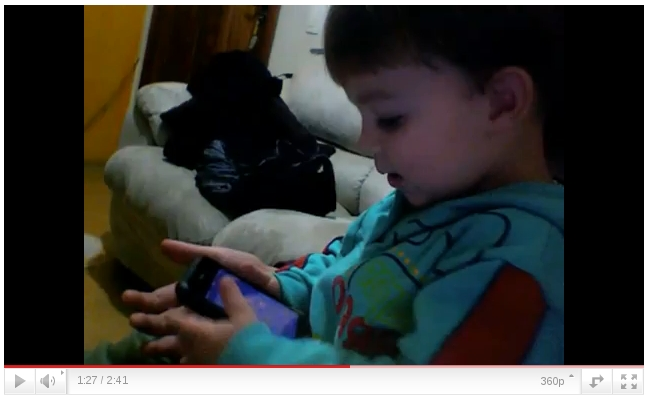
Ainda bebê, Paulo Henrique consegue utilizar as ferramentas do iPhone.

A primeira mudança da Era do Acesso é a transição de uma cultura de posse para uma cultura de acesso. Desde a invenção e popularização da Internet, as redes estão tomando o lugar do mercado tradicional de compra e venda. Cada vez mais paga-se para ter acesso a algo, e não por possuí-lo de forma concreta. O mercado, que estava acostumado a ter vendedores e compradores, agora está se acostumando a ter fornecedores e usuários.
Rifkin defende que a produção de bens materiais está cedendo lugar à produção cultural, que cada vez mais domina as atividades econômicas. A informação se torna também muito importante, e o acesso a recursos e experiências culturais tornam-se tão importantes quanto manter as posses.
Uma prova existencial dessa nova era defendida por Rifkin é o mercado fonográfico mundial. Com o advento da Internet, e principalmente com a popularização das redes de compartilhamento de conteúdos, como o Napster, por exemplo, as vendas de Cds caíram vertiginosamente. Em 2008, por exemplo, as receitas com vendas de Cds e DVDs alcaçaram R$ 312,5 milhões, enquanto em 2000 as vendas foram de R$ 891 milhões.

### Novas Geração
Surge assim uma geração para a qual o acesso já é uma forma de vida, onde estar conectado é mais importante do que a propriedade. Inúmeros vídeos no YouTube ilustram bem a afirmação. Essa é a geração que já nasceu com a tecnologia. Cidadãos que já nasceram inseridos nesse contexto. Não é uma geração que precisou se acostumar e se alocar dentro das redes.
Os jovens da nova geração sentem-se muito mais à vontade para dirigir negócios e se engajar em atividades sociais no mundo do comércio eletrônico. Pode-se dizer que o mundo deles é mais teatral, mais orientado para um ethos de brincar e jogar do que um ethos de trabalho. A era do acesso também traz consigo uma nova maneira de pensar nas relações comerciais.

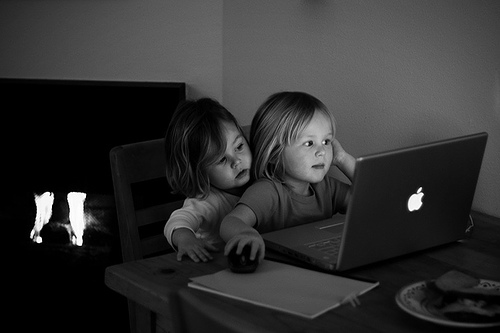
Cada vez mais cedo as novas geração estão tendo acesso às tecnologias.

Há um conceito que pode se assemelhar, encaixando um nome para essa nova geração: Geração Y. Assim como existiu a geração Baby Boomer, dos que nasceram durante e após a Segunda Guerra Mundial, e a Geração X, filhos dos Baby Boomer, surge uma geração que cresce junto com o avanço de novas tecnologias. Há quem afirme a existência de uma Geração Z.

## Nova Economia
Na Era do Acesso o mercado se transformaria em um sistema nervoso global. O comércio seria o ciberespaço, enquanto a economia se tornaria em uma rede.
O avanço tecnológico faz com que os produtos fiquem cada vez menores e mais leves. Um computador que antes pesava 20 quilos hoje pesa 3 quilos, sendo também mais potente. Além dos produtos, o que também encolhe são os imóveis, o que faz com que escritórios tornem-se espaços mais sociáveis onde todos trabalham juntos, facilitando a comunicação. Comprovado pela tendência de retirar divisórias entre as mesas. Esses espaços aumentam a produtividade, pois todo o processo torna-se mais rápido.
Com a utilização da técnica just-in-time, os estoques deixariam de existir. As empresas economizariam no custo de armazenagem.
O dinheiro também se desmaterializaria, sendo comercializado em redes eletrônicas. A consequência direta disso seria o declínio da poupança e o aumento da dívida pessoal. O que prevalece é o ágio rápido, não a acumulação.

### Tudo é Serviço
Os produtos são transformados de bens para serviços. Os produtos materiais se transformam em meros coadjuvantes. O serviço incluso na compra do bem predomina na hora da aquisição. O produto em si se vira um commodity.
Um exemplo é o sucesso do leasing. Os proprietários do produto continuam sendo os fabricantes ou revendedores. Os bens são apenas alugados aos seus clientes, que possuem apenas o acesso e não a posse. É uma reestruturação do sistema capitalista.
Não apenas os produtos se tornam commodities, mas também as relações humanas. As empresas, para se diferenciarem das outras, começam a se preocupar mais com o cliente. Isso ocorre muito a partir do final da Segunda Guerra Mundial. A perspectiva de marketing ganha um papel importante na vida comercial, e controlar o cliente passa a ser a nova meta.
Há um episódio de Simpsons que descreve muito bem essa nova relação entre o consumidor e a marca. Nele é citado a Mapple, uma clara referência a Apple Inc.. O episódio mostra com a empresa se transformou em algo parecido a uma religião, onde as pessoas consomem os seus produtos apenas pela experiência que ele provoca, que se torna diferente de seus concorrentes.

## Nova Cultura do Capitalismo
Após séculos transformando os recursos materiais em bens, a Era do Acesso está transformando cada vez mais recursos culturais em experiências pagas. Nessa nova era do capitalismo cultural, o acesso torna-se muito mais relevante e a propriedade perde espaço no cenário comercial. Podemos exemplificar novamente a queda das vendas da indústria fonográfica.
Em uma era onde o acesso é mais importante do que a posse, as fronteiras tornam-se indistinguíveis. Tudo que é sólido começa a se desfazer. Em uma economia globalizada cada vez mais dominada pelos avanços tecnológicos e por todo tipo e produção e commodity cultural, assegurar o acesso às experiências vividas torna-se tão importante quanto era adquirir propriedade em uma sociedade onde a produção de bens materiais predominava.
Técnicos e engenheiros da área tendem a ver as comunicações mais estreitamente como transmissão de mensagens. Já no âmbito antropológico, a comunicação é vista como a geração de significados sociais por meio da transmissão de mensagens.
A vida cultural foca sempre questões de acesso e inclusão,visto que é uma experiência compartilhada entre as pessoas. Ou uma pessoa é membro de uma comunidade e cultura, então se aproveita do acesso a suas redes compartilhadas de significado e suas experiências, ou é excluída.